# 존 애니스턴

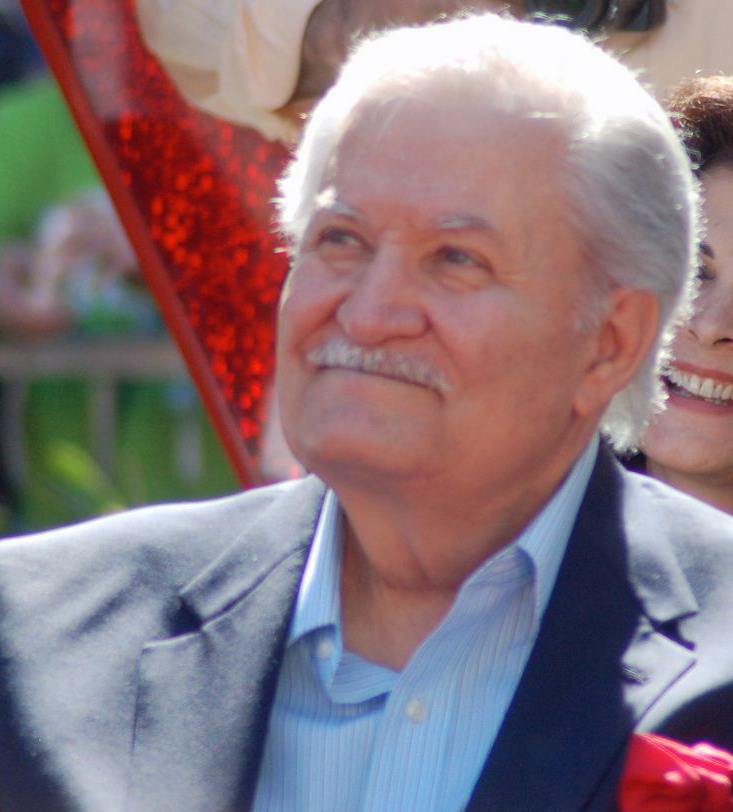

존 애니스턴(영어: John Aniston, 1933년 7월 24일 ~ 2022년 11월 11일)은 그리스계 미국인 배우이다. 그리스 크레타섬의 하니아에서 태어나 2세 때 가족과 함께 미국으로 이주하여 정착했다. 그리스어 이름은 야니스 아나스타사키스(그리스어: Γιάννης Αναστασάκης}이다. 딸은 배우 제니퍼 애니스턴이다.

## 방송
- 우리 생애 나날들

## 영화
- 더 어웨이크닝 오브 스프링 (2008년)
- 픽싱 론다 (2008년)
- 샌드 오브 오브리비언 (2007년)
- 웨스트 윙 시즌1 (1999년)
- 코작 (1973년)
- 나우 유 씨 힘, 나우 유 돈 (1972년)
- 우리 생애 나날들 (1965년)